# ایمورتال رکوردز
ایمورتال رکوردز (انگلیسی: Immortal Records)ناشر موسیقی مستقل آمریکایی مستقر در لس آنجلس، کالیفرنیا بود. این شرکت در طول سال‌ها به راه‌اندازی گروه‌های تأثیرگذار مانند کورن، ترتی سکندز تو مارس و اینکیوبوس کمک کرد. همچنین موسیقی متن فیلمهایی همچون شب داوری، اسپاون، تیغه ۲ و اساتید وحشت توسط ایمورتال رکوردز منتشر شده‌است. آثار منتشر شده، توسط برچسب‌های مختلف از جمله ویرجین رکوردز، اپیک رکوردز و آرئی‌دی میوزیک توزیع می‌شد.